# Hydrogamasus kensleri
Hydrogamasus kensleri är en spindeldjursart som beskrevs av Malcolm Luxton 1967. Hydrogamasus kensleri ingår i släktet Hydrogamasus och familjen Ologamasidae. Inga underarter finns listade i Catalogue of Life.